# ハナコ (お笑いトリオ)
ハナコは、ワタナベエンターテインメント所属のお笑いトリオ。2014年結成。ワタナベコメディスクール12期生。キングオブコント2018王者。

## メンバー
菊田 竜大（きくた たつひろ、1987年（昭和62年）6月12日 - ）（38歳）
- 何もしない担当。
- 身長176 cm、血液型はB型。普段からメガネを着用している。
- 千葉県柏市出身、法政大学卒業。姉がいる。
- 好きなゲームはUFOキャッチャー、『スーパーマリオブラザーズ』『ファイナルファンタジーシリーズ』『モンスターハンター』『実況パワフルプロ野球』『ゼルダの伝説』『ポケットモンスター』『コール オブ デューティ』など。ゲーム音楽にも詳しく、ゲーム音楽をアカペラで歌う動画を投稿するYouTubeチャンネルを作っていたが、パスワードを忘れてしまいログインできず削除もままならないためデジタルタトゥーとなっている。
- 好きな映画は『スター・ウォーズ』『ジュラシック・パーク』。
- 好きなテレビ番組は『逃走中』（フジテレビ）で、一番出演したいテレビ番組であることを公言するほどの大ファン。Twitterでの一般応募も動画付きで2回も応募した。その動画付き応募コメントにて「『逃走中』に出してくれるなら、ハンター側でも逃走者側でもどっちでもいけます!」と意気込みを熱く語っていた。2021年1月には念願の初出演を果たし、2024年11月現在では3度『逃走中』に出演している。ハンターを直の先輩である中山秀征へなすりつけ炎上するかと思われたが、全く炎上しなかった（中山のため）。
- 趣味はスニーカー収集。
- 大の服好きで、爆買いするほどウインドウショッピングへよく行く。リモートで行われたコント番組のネタ会議中にこっそりZOZOTOWNを見ていたことがバレて相方から幻滅され、マネージャーには目を見て叱られた。
- マシュマロキャッチとボタンの連打（1秒間13回）が得意。
- アナログタロウのものまねをしたことがある。
- スキーをやっていた経験があるが、スキージャンプの話は詳しくない。ワールドカップの時だけサッカーの話がしたい。高校1年の6月25日（夏合宿に行ったら辞められなくなると聞いたため）までずっと野球をやっていた。
- 風貌が土屋伸之（ナイツ）に似ており、『お笑いの日2023』内のコーナー・お笑いプラスワンFESにてハナコは土屋とのコラボネタを披露している。また、粗品（霜降り明星）が伊達眼鏡とマスクを着用して牛丼屋へ行った時に菊田と間違えられたことがある。
- トリオの中でネタ作りに唯一参加しておらず、ネタ中の台詞も数回程度しか発さないケースが多い（場合によっては一言もなく動きと表情のみのネタもあるが、菊田が活躍するネタも少なからずある）ため、「菊田はハナコに必要なのか?」という論争がネット上を中心に起こっている。実際、『ダウンタウンなう』（フジテレビ）でチョコレートプラネットと共演した際に菊田本人も「僕はほぼ（ハナコのネタには）いらないんで」と言い切っている。更にはキングオブコントで3位に終わったチョコプラへ、「ちょっと（お笑いに）向き合い過ぎな部分もあるかもしれない」と言い放ち2人の逆鱗に触れた。また、大先輩であるダウンタウンに対して「めちゃくちゃ忙しいですよね。どうかしてるんじゃないかな」「僕には無理です」と疑問を投げかけている。
- 元々漫才師志望だったため、相方に比べて特段コント愛がない。
- 松本人志（ダウンタウン）から「いつか犯罪を起こしそうなタイプ」、設楽統（バナナマン）から「テレビの出方を間違えないで」、東野幸治から「『水曜日のダウンタウン』（TBSテレビ）で3年後にブレイクしてそう」と評価された。
- 自らが“船長”の『ドキク海賊団（トンツカタン森本命名）』という芸人の集まりがある。他の“船員”には【参謀長】森本晋太郎（トンツカタン）を始め、たくろー（元ヒノトリ、2022年現在は引退）、はな（ぷぅ、元はなしょー）、福島敏貴（ストレッチーズ）、中田和伸（さすらいラビー）(以上、2019年6月現在)。ちなみにドキク海賊団内では菊田ではなく、ドキクミンゴ名義で活動している。
- 芸人を目指した理由は「小学校の家庭訪問で先生に『菊田くんは将来芸人さんになるんだよね?』と言われて、その時に初めて芸人という職業を知り、そんな素敵な職業があるのかと驚いて、そこから意識し始めた」。また、有田哲平（くりぃむしちゅー）の『銭形金太郎』（テレビ朝日）でのロケに影響されたと語っており、有田もトリオの中では菊田を気に入っている。
- 2019年4月28日、和泉杏（ハルカラ）と6年以上の交際期間を経て婚約に至る。7月5日に挙式。同年12月30日、『有吉ゼミ』（日本テレビ）にて第1子の妊娠が菊田により発表された。2020年4月20日、長女が誕生。
- 妻の和泉とはお互いに「ちゃん」付けで呼び合っている。名前が竜大なので「たーちゃん」から「ちゃーたん」→「ちゃんたん」、略されて「ちゃん」となり、菊田も「ちゃん」という呼び方をいいなと思ったことで、和泉を「ちゃん」と呼ぶようになった。生まれた娘のことは「ちゃん」と「ちゃん」の子供なので「ちゃんちゃんちゃん」と呼んでいる。

秋山 寛貴（あきやま ひろき、1991年（平成3年）9月20日 - ）（33歳）
- ツッコミ（ネタ次第で大ボケ）担当。
- 身長163 cm、血液型はO型。
- 岡山県岡山市出身、実家は最上稲荷の参道の土産店（長栄堂、正月以外はほとんど空いていない）。
- 剣道を6年間やっており、2段の資格を持っている。中学時代から始めた割には上手だったが、フォームが綺麗なだけで試合では負け続けていた。
- 風貌が村上春樹、三波豊和、風間俊介（ロケで一緒に歩くところを見たマネージャーが「キキララみたいですね」と言っていた）に似ている。
- 好きな音楽はサカナクション、チャットモンチー。好きな映像作品はピクサー作品、福田雄一作品、『トイ・ストーリー』。邦画・洋画ともに好む。ウクレレとピッコロが家にある。好きな漫画やアニメは『キングダム』『ちはやふる』『リアル』『柔道部物語』『弱虫ペダル』『ROOKIES』『世紀末リーダー伝たけし!』やクレイアニメ作品。好きなゲームは『実況パワフルプロ野球』『太鼓の達人』メダルゲーム。好きな外食チェーン店は丸亀製麺（アルバイト経験を持ち、ピーター・アーツにかけ大を出したことがある）。
- 趣味はイラストや絵画、キャラクターなどのデザイン、縮尺模型、食品サンプル観賞。
- 同じく絵画やキャラクターなどのデザインが好きな先輩の中村涼子と共催のイベント「中村涼子とハナコ秋山の『ボクワタシ』展」を2018年10月26日から10月28日までの3日間、東京原宿のDESIGN FESTA GALLERYで行った。それに続き、『ボクワタシ展2』が2019年3月21日から3月24日まで原宿DESIGN FESTA GALLERY（Gallery EAST）で行われた。
- 『27時間テレビ』（フジテレビ）での三重高校とのダンスをきっかけにシフトを習得したが、大汗をかくほどのアップの後でないと披露できない。
- 絨毯の上で過ごすのが好き（どちらかというと毛足の長い絨毯ではなく、ショッピングモールなどにある毛足の短い絨毯をより好む傾向）。
- 『笑けずり』（NHK BSプレミアム）の合宿中に相方の岡部と菊田が自室で「どちらが大きいおならを出せるか」対決をしていたところ、フラッと現れた秋山が段違いに大きなおならをして颯爽と立ち去って行った。
- 小学生の頃から『笑う犬』シリーズ（フジテレビ）が好きで、憧れていた。
- 芸人を目指した理由は「『M-1グランプリ』や『笑う犬』シリーズ、『Mr.ビーン』がお笑いを目指したきっかけ。高校生になると学生向けのお笑いコンクール『M-1甲子園』に出場。そこで人前で漫才をする楽しさを知って」。
- 事務所の垣根を越えてコントを愛するユニット『コント村』に属している。他メンバーには上田航平（元ゾフィー）、林田洋平（ザ・マミィ）、加賀翔（かが屋）がいる。
- 2020年10月、2019年の夏前から交際していた同世代の一般女性との結婚が報道され、同月10日に婚姻届の提出を報告した。
- 2021年10月16日、第1子男児が誕生。
- 2021年、日本テレビのシンドラ枠で放送されたドラマ『でっけぇ風呂場で待ってます』の脚本を、じろう（シソンヌ）・水川かたまり（空気階段）・賀屋壮也（かが屋）と共に担当した。
- 2023年、『お笑いインスパイア ラフな生活のススメ』（NHK総合）の脚本を、加納（Aマッソ）・林田洋平（ザ・マミィ）・平井まさあき（男性ブランコ）と共に担当。
- 2023年3月28日より、『レコメン!』（文化放送）の火曜パーソナリティーに就任。

岡部 大（おかべ だい、1989年（平成元年）5月30日 - ）（36歳）
- 大ボケ（ネタ次第でツッコミ）担当。
- 身長174 cm、血液型はO型。坊主頭の小太り体型。
- 秋田県秋田市出身、早稲田大学卒業。早稲田大学お笑い工房LUDO出身（11期）。1期上の幹事長はひょっこりはん。10期〜11期の飲み会幹事を務めていた（クリーンな幹事として名を馳せていた）。ワタナベコメディスクールの同期の中でも面白い存在と言われていた。コントでは強烈なキャラクターを演じるが、実は緊張しいのためトークではあまり前に出られない。
- 風貌があばれる君、かねきよ勝則（新宿カウボーイ）、松本康太（レギュラー）、徳井義実（チュートリアル）の描いたゴリラに似ている。また髪を生やすと阿久悠、近藤くみこ（ニッチェ）、稲村亜美に似ている。2022年以降は桂宮治にも似ていると指摘されることが多く、宮治本人と岡部が共演した際に松本明子から「ツーショット、見た目かぶっちゃうのよ」とツッコまれ、宮治からは「正直、鏡を見てるみたい」と言われていた。
- 小学校時代から高校時代まで、9年間バスケットボールをやっていた。大学進学後もバスケは続けたが1年で辞めた。NBAのファン。酒好きで、特にビールと日本酒には目が無い。銭湯好き。never young beach、思い出野郎Aチームの大ファン。
- 前コンビのエガラモガラ時代に、事務所の先輩であるハライチのDVD「ウラハラ」にコンビでハライチ役として（岡部は澤部佑役）オープニング映像及びDVD裏ジャケットに出演。
- 胸から臍にかけての体毛がかなり濃く、番組の時間帯によってはラッシュガードを着用させられるほどの剛毛。山奥で蛍を発見し追いかけるも見失った時、岡部の胸毛から出てきた。
- 食べっぷりが驚異と言われる。『有吉ゼミ』の企画では同じ事務所のギャル曽根、大鶴義丹、河相我聞と共に特大野菜ラーメンを制限時間40分以内に食べ尽くすことへ挑戦した結果、ギャル曽根（39分23秒）には一歩及ばなかったものの制限時間内に完食した（39分46秒）。
- 芸人を目指した理由は「お笑い好きだった家族の影響が強い。寝る前に『笑う犬』シリーズや『爆笑オンエアバトル』（NHK総合）を観たり、姉が買ってくるお笑い専門誌の『お笑いポポロ』を読んだりしているうちにどっぷりハマっていた」。
- 2021年3月23日、同じく早稲田大学卒でサークルの後輩だった一般女性と約10年の交際の末、結婚を発表。
- 2022年1月29日、事務所の先輩である澤部との冠番組『澤部と岡部と丸ボウズ』（フジテレビ）が放送された。岡部単独の冠番組はこれが初めて。
- 2022年3月8日、第一子が誕生。
- 2022年4月9日（8日深夜）スタートの『しろめし修行僧』（テレビ東京）でドラマ初主演。
- 2023年、大河ドラマ『どうする家康』（NHK総合）に平岩親吉役で出演。

## 来歴
3人ともワタナベコメディスクール（以下、WCSと略す）12期生。2010年4月入学、2011年3月卒業。
岡部は高校時代からの同級生・中山洋介とコンビ「エガラモガラ」を組んでおり、一時は解散するも大学時代に再結成。ワタナベ主催の大学お笑い選手権「笑樂祭」の第5回大会で優勝、特待生となったことをきっかけにWCSへ入学する。
秋山は高校生オーディションで合格したことをきっかけに、菊田はワタナベの人の熱さに胸を打たれて受けた素人限定オーディションをきっかけにWCSへ入学、2人は「ウエストミンスター」を結成する。特待生だったエガラモガラに反して、ウエストミンスターは事務所への所属に2年要するなど苦戦を強いられた。
第34回ABCお笑いグランプリ（2013年）では準決勝進出など実力があったエガラモガラだったが、漫才よりもコントをやりたいという岡部の希望からエガラモガラは2013年10月に解散。岡部は当初、同期の富樫啓郎（当時キサラギ、現在は引退）と組むのを希望していたが、キサラギが解散しなかったこととウエストミンスターのネタを見て「もっと上に行けるコンビ」と感じていたことから、翌年の2014年に岡部がウエストミンスターに加入する形でトリオになり、トリオ名を「ハナコ」へ改めた。岡部から、ウエストミンスターに入りたいと伝えると最初に菊田には難色を示されたが、秋山からは「同期の中でも抜群に面白い存在」と思われていたことから加入を即決されたという。トリオ名は響きが良くて覚えてもらい易く、お年寄りにも愛されるようにと命名したのが由来。事務所の先輩であるコカドケンタロウ（ロッチ）からは、「完全体になった」とトリオになることへの応援もあった。
2015年からキングオブコント（以下、KOCと略）へ出場して2回戦進出、2016年は準決勝進出、2017年は準々決勝進出。2018年は「ワタナベお笑いNo.1決定戦」「あなたが選ぶ!お笑いハーベスト大賞」「KOC」「時事ネタ王」で優勝。
2019年4月10日から2021年7月31日まで、初の冠番組『ハナコのBuzzリサーチ』（OHK）が放送された。

## 芸風
主にコント。シチュエーション・コメディが多く、幅広い人に受け入れられる笑いや3人目（菊田）を無理に出そうとせずトリオの持ち味をほとんど発揮させないのが特徴。ネタの流れは秋山と岡部を主軸に展開し、そこに所々で菊田の出番があるという形。「秋山の困り顔、岡部の怒り顔、菊田の無表情」という三者三様の顔芸が特徴の一つでもあるという。秋山と岡部でネタを作成し、ネタ合わせの段階でそこに菊田が合流し完成させている。パワーバランスが「岡部：秋山：菊田 ＝ 5：5：0」と言われている。
宣材写真ものまねを得意とし、THE ALFEE・KICK THE CAN CREWなどの宣材写真を模したネタも披露している。『有吉の壁』（日本テレビ）のコーナー「なりきりの壁」では、3人それぞれ村上春樹・阿久悠・『ウォーリーをさがせ!』のウォーリーのものまねや、関太（タイムマシーン3号）・パーパーと共に『SLAM DUNK』の登場人物のものまねを披露した。

## エピソード
- 3人とも既婚者である[32][52][71]。
- KOC優勝後に出演した『オールスター後夜祭』（TBSテレビ）ではCM明けにMCの有吉弘行から激怒されるという、同じKOC王者でトリオである東京03と島田紳助による激怒事件のオマージュに付き合った[80]。
  - 放送終了後、総合演出を務める藤井健太郎のInstagramでは有吉の楽屋にてしっかり挨拶を済ませているハナコの姿を映したストーリーが投稿された[81]。
- 2020年2月8日放送の『有田P おもてなす』（NHK総合）にて、今後のブレイクが期待される芸人にぼる塾を挙げた[82][83]。
- KOC決勝ファイナルステージで披露したネタ「捕まえて」は、岡部が当初組もうと考えていた富樫のアイデアが基になっている。
  - 富樫は「その先があまり膨らませられない」と岡部に悩みを吐露。帰宅後、思い立った岡部は富樫に連絡し「あの設定、ハナコにくれないか」と直訴したことに富樫は「しょうがない、あげるよ」と設定をプレゼントしたという[84]。

## 賞レース成績
- キングオブコント2016 - 準決勝進出
- 第7回お笑いハーベスト大賞（2016年） - 決勝進出[85]
- 第38回ABCお笑いグランプリ（2017年） - 決勝進出[86]
- ワタナベお笑いNO.1決定戦2018（2018年2月19日） - 優勝[87]
- 第9回お笑いハーベスト大賞（2018年7月28日） - 優勝[88][89]
- キングオブコント2018（2018年9月22日） - 優勝[2][3]
- 時事ネタ王2018 〜ニュースVS芸人〜（2018年12月22日） - 優勝[90]
- ワタナベお笑いNO.1決定戦2019（2019年2月18日） - 優勝[91][92][注 5]

## 受賞歴
- ビートたけしのエンターテインメント賞・第19回（2019年）演芸新人賞
  - ただし授賞式当日、会場に不在だったため「非公式受賞（該当者なし）」という形になった[93]。

## 出演

### テレビバラエティ
現在レギュラー出演している番組
- 有吉の壁（2019年1月2日 - 、日本テレビ）
- 新しいカギ（2021年1月3日 - 、フジテレビ） - メインキャスト
- キングオブコントの会（2021年6月12日 - 、TBSテレビ）
- なりゆき街道旅（2023年4月2日 - 、フジテレビ） - 2代目MC（MC就任以前もゲストとして複数回出演）
- いぬじかん（2023年10月3日 - 、BS-TBS） - MC（岡部）
- みんなDEどーもくん!（2024年4月2日 - 、NHK Eテレ）

過去にレギュラー出演していた番組
- 爆笑ファクトリーハウス 笑けずり Season2（NHKBSプレミアム）- 2016年9月2日 - 10月14日 - レギュラー出演（結果はベスト4/16組）
- 新しい波24（フジテレビ）- 2016年12月27日深夜、2017年4月3日深夜から週1放送化以後もレギュラー出演
- AI-TV（フジテレビ）- 2018年3月5日、12日（3/5放送の「メンバー入れ替えオーディション」で、同じ事務所の後輩トリオで合同ライブを行うほど仲の良い四千頭身に勝利し、当番組最後の2週のみレギュラー出演）
- ハナコのBuzzリサーチ（2019年4月10日 - 2021年7月31日、OHK）- ハナコ初の冠番組
- ハナコのキン☆ロケ（秋田朝日放送） - 2019年6月21日 - 9月27日、8月6日 - （OHKにて再放送）- 冠番組
- 第7キングダム（日本テレビ） - 2020年3月22日 - 2021年1月2日 - メインキャスト
- ど昼はドドッと!（2021年4月3日 - 2022年3月19日、OHK） - リポーター
- ハナコの超集中!ふれるな!（2021年12月19日、2022年7月16日 テレビ朝日） - 冠番組
- ハナコ書店（2022年1月8日 - 9月24日、テレビ愛知） - 冠番組
- 負けるな!熱血ハナコのお笑い部（2022年4月27日 - 2023年3月22日、テレビ埼玉） - 冠番組
- 140×875→妄想ハナコ（2023年4月5日 - 2024年3月27日、テレビ朝日） - 冠番組（同年10月4日放送より改題）

### ドラマ

#### テレビドラマ
- 連続テレビ小説 エール（2020年6月26日・9月14日 - 11月27日、NHK総合） - 田ノ上五郎 役（岡部）[105][106][107]
- 私の家政夫ナギサさん（2020年7月7日 - 9月8日、TBS） - 堀江耕介 役（岡部）[107]
- でっけぇ風呂場で待ってます 第3話（2021年2月15日、日本テレビ） - 鳥羽 役（岡部）、島村 役（菊田）、田辺 役（秋山）[108][注 6]
- しろめし修行僧（2022年4月9日 - 6月25日、テレビ東京） - 主演・米田たくあん 役（岡部）[72]
- アトムの童（2022年10月16日 - 12月11日、TBS） - 森田聡 役（岡部）[109][110]
- 君の花になる（2022年10月18日 - 12月20日、TBS） - 三ツ谷満男 役（菊田）[111][112]
- 大河ドラマ どうする家康（2023年1月8日 - 12月17日、NHK総合） - 平岩親吉 役（岡部）[113][114]
- お笑いインスパイアドラマ ラフな生活のススメ（2023年7月4日 - 9月19日、NHK総合）[115]
- お願いランキングそだてれび「漫画家コマキ魔奇の空腹」（2024年1月9日 - 、テレビ朝日） - 箸田 役（秋山）
- ブルーモーメント（2024年4月24日 - 6月26日、フジテレビ） - 山形広暉 役（岡部）[116]
- スティンガース 警視庁おとり捜査検証室 第6話（2025年8月26日、フジテレビ） - 仮屋行成 役（菊田）[117]

#### 配信ドラマ
- 私の部下のハルトくん（2020年7月7日 - 9月2日、Paravi） - 堀江耕介 役（岡部）
- 孤独のグルメ配信オリジナル2 五郎、芸人まみれ（2023年3月27日、Paravi / Lemino） - 大将 役（岡部）、バイト 役（秋山）、男性一人客 役（菊田）[118]
- NO ACTIVITY Season2（2024年9月13日 - 、Amazon Prime Video） - 四角公記 役[119]

### ネット配信
- 東京03 オフィシャルアプリ「TOKYO03 Company」第66回 - 2019年4月12日
- ネバヤンとハナコが行く! 熱海・癒しの旅 〜never young beach SPECIAL〜（Space Shower TV）- 2019年6月27日
- 考えすぎちゃん（Paravi）- 2020年9月7日 - 、岡部のみ
- アメトーーク!CLUB「セクシー女優ドラフト会議2023」 - 2023年7月6日、菊田のみ
- 最強新コンビ決定戦 THE ゴールデンコンビ（2024年10月31日、Amazonプライム・ビデオ）- 秋山のみ[120]

### ラジオ
現在
- ミッドナイト・ダイバーシティー〜正気のSaturday Night〜（2019年10月5日 - 、JFN）
- レコメン!（2023年3月28日 - 、文化放送）火曜パーソナリティー ※秋山のみ

過去
- ハナコのオールナイトニッポン0(ZERO)（ニッポン放送）2019年8月24日
- コント村 （ゾフィー×ハナコ×ザ・マミィ×かが屋・賀屋）のオールナイトニッポン0(ZERO)（ニッポン放送）2020年9月22日
- 24時のハコ（TBSラジオ）2021年6月担当
- ハナコのオールナイトニッポンX（ニッポン放送）2021年10月2日（1日深夜）

### CM
- 「タダチャン!『彼女と買い出し』篇」（2019年、三井住友銀行）※岡部のみ
- 「キャッシュレス・ポイント還元事業」（2019年 - 、経済産業省）
- 「ムーヴキャンバス『スライドドア』篇」（2019年12月 - 、ダイハツ工業）※岡部のみ[注 7]
- 「アツ! チーダブチ&アツ! チーてりやき ブアツく生きよう『汚いデスク』篇&『彼女がいない』篇」（2020年1月 - 、日本マクドナルド）※岡部のみ
- 「清原翔人（かーど）〜『次世代カード登場』篇」（2020年2月 - 、三井住友カード）※菊田、秋山のみ[123]
- 「アタック3X『3X愛してる会』篇」（2020年9月 - 、花王）[注 8][124]
- サントリー食品インターナショナル
  - 「サントリー天然水プレッソ『ちゃんとした食レポ名人戦』篇」（2020年9月 - ）[125]
  - 「ヨーグリーナ&サントリー天然水 贅沢仕上げ『キザ男の久しぶり』篇」など（2021年9月 - ）
- 「みらいのカタチの物語」（2020年10月 - 、日本生命）※岡部のみ
- 「JobQuicker 『誤解です』篇」（2021年3月 - 、リクルート）
- マイナビ マイナビ・マイナビ転職「やめるの、やめた」編（2022年1月12日 - ）※岡部のみ[注 9][126]
- サントリー「トリスハイボール」（2024年3月 - ）※岡部のみ
- チヨダ[注 10]
  - 「スパットシューズ『こんな場面でスパット!朝のバタバタ』篇&『こんな場面でスパット!保育園』篇」（2025年3月 - 4月）[127]
  - 「スパットシューズ『こんな場面でスパット！BBQ』篇」（2025年6月5日 - ）[128]
- Amazon Amazon Prime Video「君のこころが観たいもの。」篇（2025年6月11日 - ）※秋山のみ[129]

### MV
- 思い出野郎Aチーム「繋がったミュージック」 - ハナコの単独ライブ『タロウ4』のエンディング曲として書き下ろされた。

### テレビアニメ
- 逃走中 グレートミッション 第50話 -（2024年4月7日 - 、フジテレビ） - ニョッキ 役（秋山）、トレネッテ 役（岡部）、カッペリーニ 役（菊田）[130]
- サザエさん（2024年7月21日、フジテレビ） - 本人 役（秋山・岡部・菊田）[131]

### 映画
- ブラック・ショーマン（2025年9月12日公開予定、東宝） - 牧原悟 役（秋山）[132]

### 吹き替え
- 怪盗グルーのミニオン超変身（2024年7月19日、東宝東和） - 引ったくり 役（秋山）、被害者 役（岡部）、窓掃除 役（菊田）[133]

### 舞台
- パルコ・プロデュース2025『カタシロ〜Relive vol.2〜』（2025年8月5日〈予定〉、PARCO劇場） - 患者 役（岡部）[134][135]

## DVD

### ベスト盤
- しぼりたて（2019年2月27日、ソニー・ミュージックソリューションズ）
- HANACONTE＋（2021年10月27日、SMM itaku）[136]

### 単独ライブ
| 発売日         | タイトル | 内容 | 発売元                               |
| -------------- | -------- | --- | ------------------------------------ |
| 2019年12月25日 | タロウ4  | 1. 新元号発表 2. 距離感 3. ネタバラシ 4. 救助 5. 清掃員 6. インタビュー 7. 親戚のおじさん 8. 俺だ 9. 行かないで - 特典映像:岡部ハーレーを買う?!                                                                                                | ソニー・ミュージックソリューションズ |
| 2022年2月16日  | タロウ5  | 1. 動物園 2. なぞなぞ 3. 写真の話・1 4. 俺のレジ 5. レイジの面接 6. バカップル 7. 写真の話・2 8. グルメロケ 9. カタカナ語和訳 10. 地元の友達 11. 絵しりとり 12. あと一人 13. バスケの練習 14. 終わる靴屋 - 音声特典:ハナコの副音声コメンタリー | ソニー・ミュージックソリューションズ |

### ゲスト出演
- 第21回 東京03単独公演『人間味風』（2020年6月10日、ソニー・ミュージックソリューションズ）